# Parachnoidea rylandi
Parachnoidea rylandi är en mossdjursart som beskrevs av Jean-Loup d'Hondt 1979. Parachnoidea rylandi ingår i släktet Parachnoidea och familjen Arachnidiidae. Inga underarter finns listade i Catalogue of Life.